# مايكل كرون
مايكل كرون (بالنرويجية البوكمول: Michael Krohn)‏ هو شخصية أعمال وتاجر نرويجي، ولد في 14 مايو 1793، وتوفي في 1878.